# Rašćani (Tomislavgrad, BiH)
Rašćani su naseljeno mjesto u općini Tomislavgrad, Federacija Bosne i Hercegovine, BiH.

## Stanovništvo

### 1991.
Narodnosni sastav stanovništva 1991. godine, bio je sljedeći:
ukupno: 103
- Srbi - 102
- Jugoslaveni - 1

### 2013.
Narodnosni sastav stanovništva 2013. godine, bio je sljedeći:
ukupno: 41
- Hrvati - 41